# Abbaye Sainte-Brigitte
Ne doit pas être confondu avec Abbaye Sainte-Brigitte de Brême.
L’abbaye Sainte-Brigitte (en suédois : Birgittaklostret, en allemand Sankt Brigittenkloster, en estonien Pirita klooster) est une ancienne abbaye médiévale suédoise, située dans l’Estonie actuelle à Pirita (avant 1938 : Sankt Brigitten). Elle a été fondée par les Brigittines et consacrée le 15 août 1436, fête de l’Assomption. Ses ruines représentent aujourd’hui un monument fort visité des environs de Tallinn.

## Historique

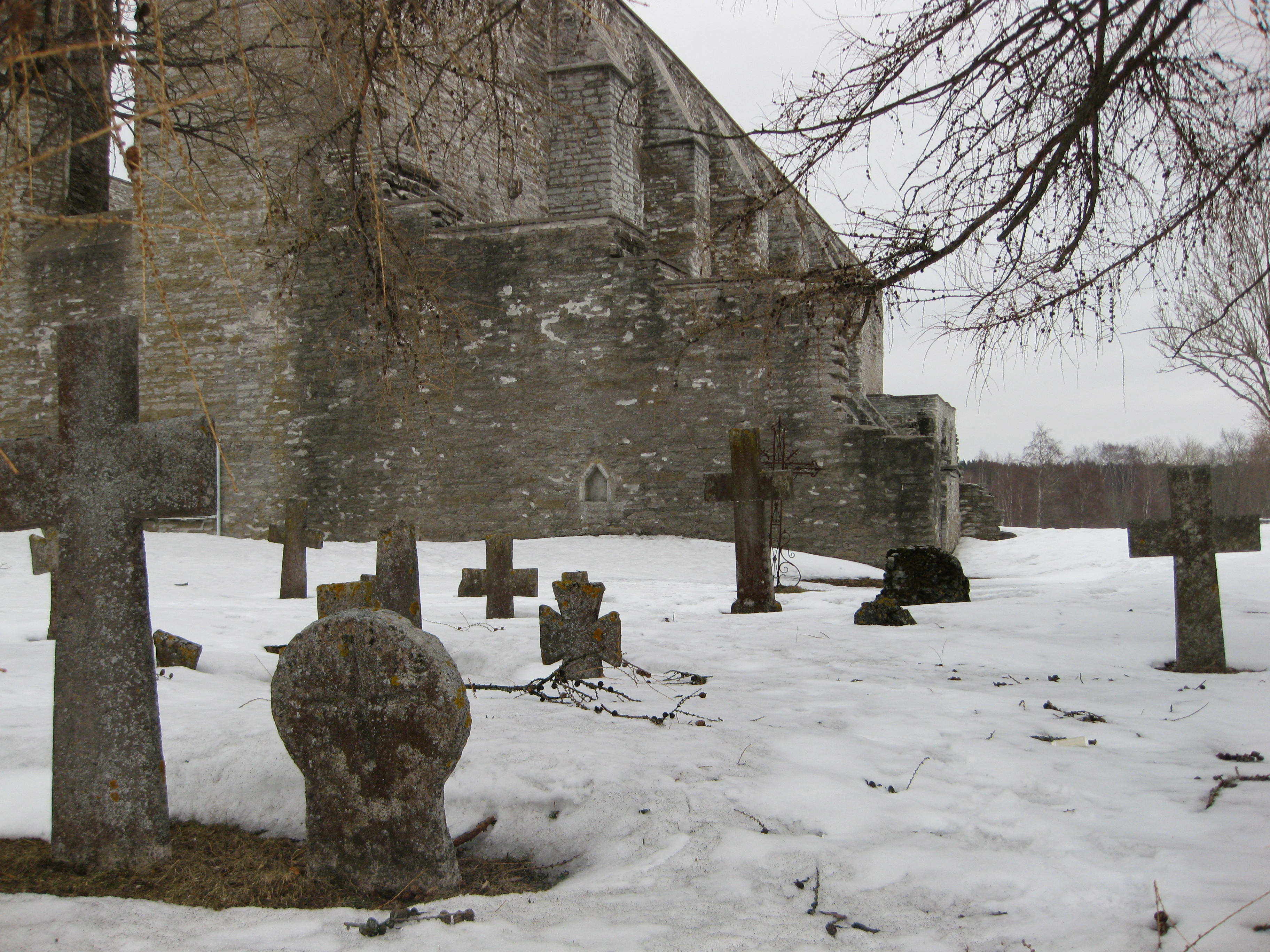
Tombes à proximité de l'abbatiale

Les ruines de l’abbaye Sainte-Brigitte, dédiée à sainte Brigitte de Suède, se trouvent sur la rive droite du fleuve de Pirita, non loin de la côte de la baie de Tallinn. 
L'abbaye a été terminée en 1436, époque faisant suite aux guerres entre le Danemark et la Suède qui se disputaient la région. Deux moines de l’abbaye brigittine de Vadstena en Suède viennent fonder les bases de l’ordre dans ce qui était alors la Livonie, en 1407, avec la permission de l’ordre Livonien. Ce sont les marchands de Reval, comme Heinrich Huxer, Gerlach Kruse ou Heinrich Swalbart, qui réunissent les fonds au début du XVe siècle pour construire l’abbaye dans une zone alors en plein essor économique, avec le développement des ports hanséatiques, mais l’abbaye met du temps à être achevée à cause de la pénurie de matériau. Elle est consacrée par l’évêque Henri II de Reval. C’est alors l’abbaye la plus importante de la région, mesurant 1 360 m2, et son église abbatiale, la plus grande d’Europe du nord, mesurant 24 mètres de large sur 56 de long. Elle possède de nombreux villages et terres à l’intérieur, mais surtout, elle a la particularité, comme le voulait l’ordre à l’époque, d’être une abbaye-double, c’est-à-dire qu'à quelques dizaines de mètres, de l’autre côté de l’église abbatiale commune, se trouve aussi le prieuré des moines affiliés à l’ordre, pour la direction spirituelle des moniales. Cependant l’ordre, et de même l’abbaye Sainte-Brigitte, est dirigé par une femme, une abbesse, sous l’autorité de laquelle hommes et femmes sont placés. L’abbaye regroupe en quelques années soixante moniales et le prieuré vingt-cinq moines, dont treize prêtres, quatre diacres et huit frères convers. La clôture est respectée entre les deux sexes qui ne communiquent pour la transmission des charges communes qu’à travers de petites fenêtres du parloir séparées par des grilles et fermées par des rideaux. Le prieur chartreux Johannes Rode fait l'éloge des brigittines de Reval dans une lettre de 1425.
L’abbaye était décorée d’un pignon à échelons monumental de 35 mètres de haut, dont on remarque encore les restes. L’hôtellerie, qui accueillait les pèlerins, se trouvait au nord-ouest de l’édifice.
L’abbaye est incendiée en 1577 pendant la guerre de Livonie, et la région passant à la Réforme protestante, les religieuses sont chassées. Les domaines appartenant à l’abbaye passent à la couronne de Suède. Pendant l’époque de la République socialiste soviétique d’Estonie au sein de l’URSS, les Estoniens ont recommencé à considérer l’endroit comme symbole national.

## Liste des abbesses de Sainte-Brigitte
- 1412 Christina (Christine) Tocke
- 1438 x…Kone

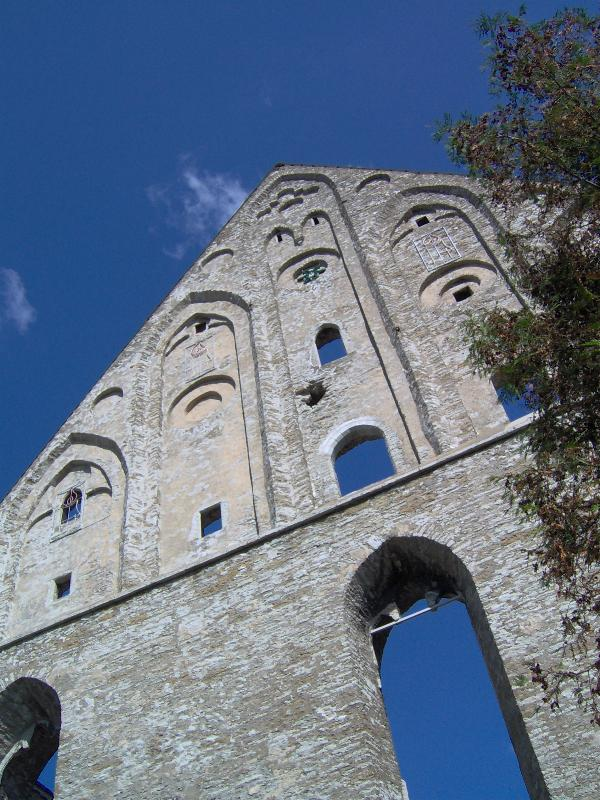
Vue du pignon, au-dessus de la façade ouest

- 1449 Margarethe (Marguerite) Woldicke
- 1458-1462 Kunigunde (Cunégonde) Orgies
- 1474 Gertrud (Gertrude) Wekebrod
- Gertrud Orgies
- 1504 Birgitta (Brigitte) Hafvestfer
- 1526-1545 Birgitte (Brigitte) Holstever
- Gertrud von Vietinghoff
- 1552-1555 Margarethe (Marguerite) von Donhof
- 1564 Magdalena (Madeleine) Soye (ou Zoege)

## Aujourd’hui
Des Brigittines se sont récemment installées à proximité des ruines, dans un nouveau monastère à l’architecture résolument moderne, consacré en 2001. Cette petite communauté catholique a un recrutement international. 